# SIDE BY SIDE (Hilcrhymeのアルバム)
『SIDE BY SIDE』（サイドバイサイド）は、Hilcrhymeが2016年12月7日にユニバーサルJから発売した7枚目のオリジナルアルバム。

## 概要
- 前作『REVIVAL』より、約一年半ぶりのアルバム。
- 18thシングル『言えない 言えない』から最新シングル『WARAE ～In The Mood～』、また過去の曲の別バージョンなどを含む、全13曲収録。
- このアルバムに関して、TOCは『7枚目にして最高傑作になった』とコメントを寄せている[1]。
- 2018年3月にDJ KATSUが、2017年12月に起こした不祥事のために脱退したため、2人体制としては最後のオリジナル・アルバムとなった。

## 収録内容(CD)
1. VESPER
タイトルの由来はTOCが今年に入り嵌った『007』シリーズの映画『007 カジノ・ロワイヤル』のヒロイン「ヴェスパー・リンド」から。
2. パラレル・ワールド
19thシングル。
映画『Hilcrhyme 10th Annivercity FILM「PARALLEL WORLD 3D」』主題歌
3. HINOTORI
製作の後半にできた曲。
過去に発表された楽曲「朱ノ鷺」の2016年版。
初めて「ヒップホップ」という単語を入れた曲。
4. 言えない 言えない
18thシングル。
テレビアニメ『実は私は』エンディングテーマ
5. クサイセリフ
テーマは「少女漫画」。
アルバムでどうしても「言えない 言えない」が浮いてしまうと思いバランスを取るために創った曲。
メインのパートであるギターを福原が弾いている。一通り弾いた後自由なアレンジを入れて一本弾いたテイクがとても素晴らしく、アレンジパートにダブルを入れたりしギター入りラフトラックが出来た。
6. WARAE ～In The Mood～
20thシングル。
ジョー・ガーランドの「イン・ザ・ムード」をサンプリングしている。
7. DENDROBIUM -Instrumental-
LAに行ってハマったトロピカルハウスをテーマに作られた楽曲。
もし花が歌いだしたらこんな感じというSFチックなイメージ。
8. ドレス
ちょうど作成していたのが6月だったのでジューンブライド的な曲になったという。
TOC曰く「久しぶり結婚的な曲を書きたかった」との事。
本来この曲のトラックはAメロ、Bメロ、ブリッジ、サビ、間奏、みたいな歌謡曲の定番の構成になっていた。しかし共作者のジャスティンが「構成が複雑すぎる」と意見を交え、結局このトラックの制作はギターメインで進めるもその日は完成せず、翌日ピアノメインで作ることにし完成した。
9. 鼓動 -Magnificent Remix-
16thシングル『FLOWER BLOOM』c/w曲のリミックスバージョン。
「リミックスはダンスナンバーだけじゃないという事を表現するため、聞き入るような曲もリミックスにした」とDJ KATSUは語っている。
実はこの時点である物語が完成している。4曲目の「言えない 言えない」で片思いしていた異性に告白をし付き合い、次曲「クサイセリフ」では恋人となった彼女に愛の言葉をたくさん送る。そして、やがて2人は8曲目の「ドレス」で結婚式を挙げ、「鼓動」で新たな命を授かった。
10. ソノママ
20thシングルc/w曲。
LIKE A NOVELに収録されている我ガママという曲をオブラートに包んだというこの曲。
TOCは「お世話になった方への感謝の歌でもあります。これからも自分らしく生きていこうと思います。」と語っている。
元はピアノで作ったトラックだったが、ピアノ曲が少し多くなってきてた事によりエレクトロピアノの音色で作っていく事にした。ビートは打ち込みではなくサンプリングしたドラムで、そこからギターを入れた。
11. Little Samba ～情熱のRemix～
1stシングル『純也と真菜実』c/w曲のリミックスバージョン。
LAのアーティスト達との会話からあえてサビでビートを抜いて、その後に踊るパートを作るという事で完成した。
12. LUCIFER -Interlude-
Hilcrhymeがリリースしたアルバムでインタールードを入れたのは本作が初めて。
4月にディファ有明で行われたライブ「パラレルワールド」のオープニングで使った音源をアレンジしている。
タイトルは本アルバム1曲目の「VESPER」に宵の明星という意味がある事から、明けの明星を指す「LUCIFER」と名付けられた。
13. Side By Side
本アルバムのリード曲。
リスナーの人生に並んで歩いていく、という意味合いでタイトルとした。
TOCは「Hilcrhymeの曲を聴いてくれている人、ライブに足を運んでくれている人、それは、同じ感性や考えや痛みとか、何かしらを共有している人だと思う。そういう人の人生に寄り添うような作品をこれからも創っていきたい。結成10年という節目に改めてそう思った。言いたい事をサビでしっかりアート出来た。」と語っている。
最初はピアノ&エレクトリックピアノがメインのトラックだったが、歌詞が乗ったプリプロが出来てから壮大な感じにしてほしいというTOCの要望を受けストリングスを追加した。

## 収録内容(DVD)
1. 言えない 言えない (Music Video)
2. パラレル・ワールド (Music Video)
3. WARAE ～In The Mood～ (Music Video)
4. Hilcrhyme 10th Anniversary TOUR 2016 BEST10 特別ダイジェスト映像 (2016/10/13＠新潟県民会館)

## 収録内容(DVD、UNIVERSAL MUSIC STORE限定、公式ファンクラブ『4Seasons』会員限定盤のみ収録)
1. WARAE ～In The Mood～ (Music Video＆スチール撮影時 メイキング映像)
2. Hilcrhyme 10th Anniversary TOUR 2016 BEST10 特別LIVE映像(2016/10/13＠新潟県民会館)